# Marc Marginedas Izquierdo
Marc Marginedas (Barcelona, 1967) és un periodista català destacat per la seva activitat com a corresponsal de guerra. Marginedas va saltar a l'actualitat quan es va saber, el 24 de setembre del 2013, que feia 20 dies que havia estat segrestat a Síria, on el periodista estava cobrint la Guerra civil siriana.

## Vida professional
Marginedas ha estat durant dues dècades corresponsal d'El Periódico. Va començar cobrint la guerra civil d'Algèria i, mentre era corresponsal a Moscou, va informar també de la segona guerra txetxena sobre el terreny. Ha estat corresponsal també a la guerra de l'Iraq (2003-2010), la de l'Afganistan (2006-2010), a la crisi de Darfur el 2004 i durant l'ofensiva d'Israel al sud del Líban el 2006. Darrerament havia cobert la Primavera Àrab a Tunísia i Líbia.

## Segrest
L'1 de setembre del 2013, Marginedas va entrar a Síria a través de Reyhanli (Turquia) acompanyat per un grup d'opositors de l'Exèrcit Lliure Sirià (ELS). Era el tercer cop que el corresponsal d'El Periódico visitava el país des de l'esclat de la Guerra civil siriana el 2011. El principal objectiu d'aquest nou desplaçament era informar sobre els preparatius d'una eventual intervenció militar internacional que semblava molt propera, sobretot després de l'atac amb armes químiques del 21 d'agost als afores de Damasc.
Marginedas va enviar la seva última crònica el dilluns 2 de setembre des de la localitat de Qasr Ibn Wardan, prop de Hama, on explicava la decepció entre les files rebels, que veien com s'allunyava la possibilitat d'un atac imminent per part dels Estats Units. Vint dies després de la seva desaparició, cap dels grups insurgents s'havia atribuït l'autoria del segrest, tot i que un fòrum gihadista havia fet una crida a capturar tots els periodistes, identificar els equips que utilitzen i registrar-los per tal de localitzar els xips que contenen les fotografies i les notícies relatives a gihadistes. Segons exposen, sospiten que alguns informadors que actualment treballen a Síria podrien, en realitat, ser un tipus d'espies que treballen sota la cobertura de periodistes. Segons informava El Periódico, Marginedas viatjava en cotxe, juntament amb el seu xofer, quan va ser interceptat per gihadistes, als voltants de Hama, a l'oest de Síria, i que des de llavors no s'ha pogut contactar amb ell.

### Reaccions
El 24 de setembre, en declaracions als periodistes, el ministre de l'interior d'Espanya, Jorge Fernández Díaz, va assegurar que el segrest havia estat cosa d'una organització propera a Al-Qaida. També va afirmar que s'estaven utilitzant «la mateixa investigació i actuació operativa que en fets semblants», remarcant la necessitat de ser «discrets» per tal que l'alliberament sigui «eficaç» i, per tant, acabi «feliçment».
El 10 de desembre d'aquell any, els familiars i companys dels periodistes Javier Espinosa i Ricard García Vilanova, també segrestats a Síria, van realitzar una acte públic per visualitzar la situació, recordant també l'estat en què es trobava Marginedas. Centenars de persones van participar en les nombroses concentracions davant de la seu d'El Periódico de Catalunya durant el període de segrest per demanar-ne l'alliberament.

### Alliberament
El 2 de març de 2014 va ser alliberat després de sis mesos de segrest a Síria. Juntament amb Javier Espinosa i Ricard Garcia Vilanova, va rebre el Premi Internacionals de Periodisme 2013.

## Obra
- Marginedas, Marc. Periodismo en el campo de batalla: quince años tras el rastro de la yihad (RBA, 2013)

## Premis i reconeixements
- Premi Internacional de Periodisme Manuel Vázquez Montalbán 2013[9]
- Premi Nacional de Comunicació 2014 en la categoria de Premsa[10]
- Premi José Couso de llibertat de premsa 2014